# Битка код Рамле (1105)
Трећа битка код Рамле вођена је 27. августа 1105. године између Јерусалимске краљевине са једне и Фатимида са друге стране. Битка је део крсташких ратова, а завршена је победом крсташа.

## Битка
Египатски везир ел Афдал Шаханшах је готово сваке године слао армије на крсташе из своје базе у Аскалону. Крсташи су код Рамле већ водили две битке: 1101. и 1102. године. Трећа битка код Рамле је уједно и најкрвавија битка. Фатимидска војска предвођена Тугтигином доживела је пораз од војске јерусалимског краља Балдуина I. Велики пораз Фатимида довео је до паузе у ратовима ове две државе па ће се следећа битка одиграти тек 1123. године код Јибне.